# Marc Muniesa
Marc Muniesa Martínez (Lloret de Mar, España, 27 de marzo de 1992) es un futbolista español que juega de defensa en el Al-Shahaniya S. C. de la Liga de fútbol de Catar.

## Trayectoria

### F. C. Barcelona
Marc Muniesa empezó a jugar en las categorías inferiores de la Penya Barcelonista de Lloret de Mar hasta que fue descubierto por el F. C. Barcelona a los 10 años de edad. Tras una rápida progresión en las categorías inferiores del club azulgrana, a los 15 años, todavía en edad cadete, ya jugaba en el Juvenil A del club catalán.
En abril de 2008, poco después de cumplir los 16 años, sufrió una tríada -rotura de los ligamentos interno, externo y cruzado de una rodilla- que le mantuvo prácticamente diez meses alejado de los terrenos de juego.
Durante la temporada 2008/09 volvió a la actividad y se proclamó campeón de la División de Honor Juvenil y la Copa de Campeones de España con el Barcelona. El 23 de mayo de 2009 debutó en Primera División, en el Camp Nou, ante Osasuna. Saltó al terreno de juego en el minuto 50 para sustituir a Sylvinho, convirtiéndose, con 17 años y 57 días, en el cuarto futbolista más joven en debutar en la liga con el F. C. Barcelona. Sin embargo, no pudo terminar el partido al ser expulsado en el minuto 82 con tarjeta roja directa. Además, fue convocado para disputar la final de la Champions League entre el Barcelona y el Manchester (que ganó el Barcelona por 2-0), aunque no jugó ningún minuto, pero estuvo en el banquillo.
El verano de 2009 realizó la pretemporada con el primer equipo azulgrana, jugando varios partidos amistosos. Fue también convocado para disputar el partido de ida de la Supercopa de España, aunque no tuvo minutos de juego.
La temporada 2009-10 firmó su primer contrato como profesional, para jugar con el filial azulgrana en Segunda División B. En el Barcelona B, Luis Enrique le reconvirtió en lateral izquierdo, y se perdió parte de la temporada por una lesión.  Esa temporada fue convocado en dos ocasiones por Pep Guardiola en liga, pero se quedó en el banquillo.
El 6 de diciembre de 2011 fue convocado para jugar el último partido de la liguilla de la primera fase de la Champions contra el Bate Borisov, donde debuta al sustituir en el minuto 67 a Jonathan dos Santos.
El 24 de julio de 2012, en el primer partido amistoso de la pretemporada 2012-13 contra el Hamburgo S.V., Muniesa se lesiona de gravedad la rodilla (rotura de ligamento cruzado) en una mala caída, la cual le ha apartado de los terrenos de juego durante 7 meses. Debido a esto el club en enero de 2013, deciden devolverlo a la plantilla del Barça B hasta final de temporada para obtener una mejor recuperación y tener más oportunidad de jugar.

### Stoke City
El 30 de junio de 2013 acabó su contrato con el Fútbol Club Barcelona, quienes no lo renuevan debido a sus constantes lesiones ocurridas en los últimos meses. Luego, el 2 de julio, fue presentado en el Stoke City con quienes firma por cuatro temporadas. En las filas del Stoke City jugaría cuatro temporadas, disputando 57 partidos en la Premier League. 

### Girona F. C.
En la temporada 17-18 jugó cedido en el Girona F. C. y después el club catalán hizo efectiva su opción de compra y pagó 5 millones de euros.[cita requerida]

### Al-Arabi S. C.
Tras el descenso del Girona F. C. en 2019, rescindió su contrato con el club catalán y fichó por el Al-Arabi S. C. de la Liga de fútbol de Catar.

## Selección nacional
Ha sido internacional con varias categorías inferiores de la selección española: sub-16, sub-17, sub-19 y sub-21. Además, ha disputado un partido con la selección catalana.
Jugó 2 partidos con la selección sub-16, 10 con la sub-17, 9 con la sub-19 y 2 con la sub-21. No marcó ningún gol con ninguna de ellas.
En 2009, quedó tercero con la selección en la Copa Mundial de Fútbol Sub-17, llevándose la medalla de bronce.
Ya en 2013, fue incluido en la nómina que viajaría a Israel por la Eurocopa Sub-21, en esta competición no participa mucho jugando solo 10 minutos frente a los Países Bajos, debido a que aún no estaba recuperado completamente de su lesión, pero a pesar de todo España logra sobreponerse ante Italia en la final con un marcador de 4-2, consiguiendo así la cuarta Eurocopa para La Roja.

### Estadísticas
| Categoría | País   | Año       | Partidos | Goles |
| --------- | ------ | --------- | -------- | ----- |
| Sub-16    | España | 2008      |          |       |
| Sub-17    | España | 2009      |          |       |
| Sub-19    | España | 2010-2011 | 9        | 0     |
| Sub-21    | España | 2011-2014 | 9        | 0     |

### Participaciones en Copas del Mundo
| Mundial             | Sede    | Año  | Resultado     |
| ------------------- | ------- | ---- | ------------- |
| Copa Mundial Sub-17 | Nigeria | 2009 | Tercer puesto |

## Clubes
| Club                | País       | Año       |
| ------------------- | ---------- | --------- |
| F. C. Barcelona "B" | España     | 2009-2013 |
| Stoke City F. C.    | Inglaterra | 2013-2017 |
| Girona F. C.        | España     | 2017-2019 |
| Al-Arabi S. C.      | Catar      | 2019-2023 |
| Lyngby BK           | Dinamarca  | 2023-2024 |
| Al-Shahaniya S. C.  | Catar      | 2024-     |

## Palmarés

### Campeonatos nacionales
| Título                            | Club                        | País   | Año  |
| --------------------------------- | --------------------------- | ------ | ---- |
| División de Honor Juvenil         | F. C. Barcelona Juvenil "A" | España | 2009 |
| Copa de Campeones de Liga Juvenil | F. C. Barcelona Juvenil "A" | España | 2009 |
| Liga de España                    | F. C. Barcelona             | España | 2009 |
| Copa del Emir de Catar            | Al-Arabi S. C.              | Catar  | 2023 |

### Campeonatos internacionales
| Título                       | Club (*)                  | País   | Año  |
| ---------------------------- | ------------------------- | ------ | ---- |
| Liga de Campeones de la UEFA | F. C. Barcelona           | Italia | 2009 |
| Eurocopa Sub-21              | Selección española sub-21 | Israel | 2013 |

(*) Incluyendo la selección.